# Campament d'Am'ari
El camp de refugiats d'Am'ari (àrab: مخيّم الأمعري, muẖayyam al-Amʿarī) és un camp de refugiats palestí a la governació de Ramal·lah i al-Bireh, al centre de Cisjordània, situat 2 quilòmetres al sud d'al-Bireh. Segons l'Oficina Central d'Estadístiques de Palestina (PCBS), el campament tenia 6.416 refugiats en 2016. Segons les dades de la UNRWA, encarregada de la gestió dels campaments de refugiats palestins, en el campament d'Am'ari vivien 10.520 persones a principis de 2014. És un dels campaments de refugiats més petits de Cisjordània.

## Demografia
D'acord amb un cens dut a terme per l'Oficina de les Nacions Unides per a la Coordinació d'Assumptes Humanitaris (OCHA), 3.930 refugiats vivien en el campament abans de l'ocupació israeliana en 1967.Segons la Oficina Central d'Estadístiques de Palestina (PCBS), el campament tenia 5.719 habitants a mitjan any 2006. Segons UNRWA Espanya, la xifra a data de gener de 2014 era de 10.520 refugiats registrats, mentre que, per la seva banda, la web de UNRWA ofereix la xifra de 6.100 refugiats vivint en el propi campament. La densitat de població del campament és de 72.916 habitants per quilòmetre quadrat.

## Història

### Creació i ocupació jordana
El 29 de novembre de 1947, l'Assemblea General de les Nacions Unides va aprovar la resolució 181, més coneguda com el pla de partició de Palestina, que impulsava la creació de un estat jueu i un d'àrab al territori del Mandat Britànic de Palestina. Com a conseqüència de l'avanç de les tropes jueves abans i durant la guerra araboisraeliana de 1948, uns 700.000 palestins van ser expulsats o van fugir de les seves llars. A la conclusió de la guerra, Israel els va negar el dret de tornada, per la qual cosa Nacions Unides va decidir crear la Agència de Nacions Unides per als Refugiats de Palestina a Orient Pròxim (UNRWA) i una sèrie de campaments de refugiats a la Franja de Gaza, Cisjordània, Líban, Síria i Jordània.
El campament d'Am'ari va ser establert per Creu Roja en 1949 en 90 dúnams (9 hectàrees) de la superfície municipal d'Al Bireh. En concret, el campament d'Am'ari va acollir refugiats dels llogarets de Beit Dajan, Deir Tarif, Abu Shoush, Nanaa, Sadoun Janzeh i Beit Naballa, així com de les ciutats de Jaffa, Lod i Ramla, fugint, com a mínim en el cas de les dues últimes ciutats citades, de la neteja ètnica duta a terme per les tropes israelianes. Cap a 1957, totes les tendes de campanya del campament es van substituir per refugis fets amb blocs de ciment i formigó. Depenent del nombre d'integrants d'una família, es lliuraven cases d'una o dues habitacions.

### Ocupació israeliana
Després de la Guerra dels Sis Dies de 1967, Israel va ocupar militarment tota Cisjordània, inclosa Ja'bad, situació que roman en l'actualitat. Nombroses resolucions de les Nacions Unides, com la resolució 242, han instat Israel a retirar-se a les fronteres anteriors a 1967 reafirmant "la inadmissibilitat de l'adquisició de territori per la força", com apareix en la resolució 2334.
Segons els Acords d'Oslo, el campament queda sota control de l'Autoritat Nacional Palestina, malgrat el que sofreix freqüents assalts i detencions per part de l'exèrcit israelià. Abans de l'inici de la Primera Intifada, molts refugiats d'Am'ari s'havien anat instal·lant en llogarets i pobles propers, especialment a Ramallah, Al Bireh, Beitunia i Um al-Sharayet; no obstant això, la construcció del Mur de Separació israelià, l'expansió de la ciutat de Ramal·lah i l'increment dels preus de l'habitatge fa pràcticament impossible que aquest procés segueixi en l'actualitat.
El 28 de gener de 1988, tropes israelianes es van endinsar en el campament i van ser entrant cases per casa, traient a la gent de les seves llars i copejant-los al carrer. Almenys 11 persones van ser hospitalitzades i va haver-hi diverses dotzenes més de ferits. Prèviament l'exèrcit havia prohibit l'entrada de periodistes. El 25 de setembre de 1988, una nena de 13 anys anomenada Nahil Tokheh va morir una setmana després de rebre l'impacte d'una bala israeliana al cap. El 16 de març de 1990, una bala de goma disparada per soldats israelians va impactar al cap de Salim Yacoub Rihan, de 50 anys, causant-li ferides que provocarien la seva mort tres dies després. Al moment de l'impacte, conduïa una carreta tirada per cavalls a través del campament d'Am'ari.
L'1 d'octubre de 2000, 'Imad 'Abd a-Rahman al-'Anati, resident de 30 anys del campament d'Am'ari, moria per trets de soldats israelians durant un enfrontament en la cruïlla d'Ayosh. En aquesta mateixa cruïlla moria Thaer 'Ali Daud/'Omer Mu'ala el 20 d'octubre de 2000 durant una manifestació. Tenia 17 anys i no havia participat en els enfrontaments. El 14 de novembre, també en la cruïlla d'Ayosh i també durant una manifestació, moria per trets israelians Saber Khamis al-Barash, de 15 anys, i uns mesos després, el març de 2001, Muhammad 'Abd al-Muhsen al-Wawi, de 20 anys. Wafa Idris, una refugiada del campament de 28 anys, es va convertir el 9 de febrer de 2002 en la primera dona palestina en immolar-se a Israel, matant un ancià i ferint moltes més persones. El 14 de març moria Maher Sharif 'Abd Rabo, un policia palestí de 31 anys, durant una operació de l'exèrcit israelià a Ramal·lah. L'endemà passat, el 16 de març, l'exèrcit israelià es va endinsar en el campament a la recerca de milicians palestins. Van ocupar cases expulsant als seus habitants per fer d'elles nius de franctiradors. Un policia palestí anomenat Yasir Sawalha va morir en enfrontaments amb tropes israelianes el 10 de juny. El 17 de juliol de 2002, tres refugiats del campament d'Am'ari van morir a conseqüència d'una explosió per causa desconeguda. Un d'ells era un nen de 6 anys. El 2 de desembre de 2003, tropes israelianes es van endinsar en el campament i van expulsar d'un edifici de 4 plantes a tots els seus habitants; després van intercanviar trets amb dos membres de Hamas i, després de matar-los, i al·legant que hi havia un laboratori de bombes en el seu interior, van demolir l'edifici deixant a unes cinquanta persones sense llar. El 9 de setembre de 2004 era Muhammad 'Abdallah Muhammad Jad al-Haq, de 18 anys, qui moria quan en pujar-se a un jeep de l'exèrcit israelià, caure i ser atropellat deliberadament pel seu conductor. El 24 de maig de 2006, un jove de 19 anys, Milad 'Atallah Saleh Abu al-'Arayes, moria en un intercanvi de trets amb una unitat encoberta de l'exèrcit israelià a Ramallah.
A la fi de juny de 2014, durant una manifestació en suport als combatents palestins de Gaza que havia partit del campament d'Am'ari, dos palestins van morir per trets de soldats israelians. Muhammad Ahmad Yusef Qatri, de 18 anys, moria el 8 d'agost de 2014 per un tret d'un soldat israelià en el pit mentre es manifestava contra els bombardeigs israelians a Gaza. El 10 de setembre de 2014, un jove de 22 anys anomenat 'Issa Khaled 'Issa Qatri moria per un tret al pit realitzat per un soldat israelià mentre presenciava, juntament amb altres joves, una operació d'arrest en el campament; fonts militars van al·legar que estava intentant llançar una bomba als soldats. En els últims temps, el campament d'Am'ari s'ha convertit en un bastió de l'oposició a Mahmud Abbas per part de l'ala crítica de Fatah.